# Глухово (Дмитровський міський округ)
Глу́хово (рос. Глухово) — село (колишній присілок) у складі Дмитровського міського округу Московської області, Росія.

## Населення
Населення — 24 особи (2010; 25 у 2002).
Національний склад (станом на 2002 рік):
- росіяни — 96 %